# Martim Costa
Martim Mota da Costa (Vila Nova de Gaia, 27 settembre 2002) è un pallamanista portoghese, terzino dello Sporting CP e della nazionale maschile di pallamano del Portogallo.

## Biografia
Suo padre, Ricardo Costa, è attualmente allenatore dello Sporting. Suo fratello più piccolo, Francisco Costa (2005), è anch'esso membro dello Sporting e della nazionale maggiore portoghese.

## Palmares

### Club

#### Competizioni nazionali
- Campionato portoghese: 3

Porto: 2020-21
Sporting CP: 2023-24, 2024-25
- Coppa del Portogallo: 5

Porto: 2020-21
Sporting CP: 2021-22, 2022-23, 2023-24, 2024-25
- Supercoppa portoghese: 2

Sporting CP: 2023, 2024

### Individuale
- Campionato europeo maschile di pallamano 2024: miglior terzino sinistro e capocannoniere (54 gol)
- Campionato mondiale maschile di pallamano 2025: miglior centrale